# Stanley A. McChrystal
Stanley Allen McChrystal (Fort Leavenworth, 14 agosto 1954) è un generale statunitense.

## Biografia
McChrystal è nato il 14 agosto 1954 quartogenito di una famiglia con cinque figli maschi e una femmina. Suo padre, Herbert J. McChrystal Jr., servì l'esercito statunitense durante l'occupazione alleata in Germania. Si è diplomato all'Accademia di West Point nel 1976, e da allora ha partecipato a numerose operazioni, tra cui la Guerra del Golfo nel 1991.
Il 15 giugno 2009 assume il comando delle truppe NATO in Afghanistan. Nel giugno 2010 Rolling Stone pubblica un'intervista a McChrystal, in cui il generale si esprime in maniera aspramente polemica sull'amministrazione di Barack Obama. McChrystal è convocato dal presidente a Washington e il 23 giugno è rimosso dall'incarico, assegnato al generale David Petraeus.

## Riferimenti culturali
A lui è ispirato il film del 2017 War Machine, diretto da David Michôd e interpretato da Brad Pitt.